# فيليب توماس
فيليب توماس (بالفرنسية: Philippe Thomas)‏ عالم طبقات الأرض وجيولوجي مولود يوم 4 مايو 1843 في دورن في رون إقليم رون الفرنسي وتوفي 12 فبراير 1910 في مولان في إقليم أليي. اشتهرا باكتشاف الفوسفاط في تونس تحديداً بمدينة المتلوي جنوب البلاد التونسية سنة 1885 بين جبل الثالجة ورأس العيون. نشر فيليب توماس نتائج بحوثه سنة 1887 وهو ما جلب اهتمام العديد من الباعثين الفرنسيين لبعث مؤسسة لاستغلال الفسفاط بتونس.